# Ліннтаун (Пенсільванія)
Ліннтаун (англ. Linntown) — переписна місцевість (CDP) в США, в окрузі Юніон штату Пенсільванія. Населення — 1695 осіб (2020).

## Географія
Ліннтаун розташований за координатами 40°57′24″ пн. ш. 76°54′1″ зх. д. / 40.95667° пн. ш. 76.90028° зх. д. (40.956653, -76.900234).  За даними Бюро перепису населення США в 2010 році переписна місцевість мала площу 1,84 км², уся площа — суходіл.

## Демографія
Згідно з переписом 2010 року, у переписній місцевості мешкало 1489 осіб у 674 домогосподарствах у складі 428 родин. Густота населення становила 810 осіб/км².  Було 717 помешкань (390/км²).
Расовий склад населення:
| - 94,6 % — білих - 1,7 % — азіатів - 1,5 % — чорних або афроамериканців - 0,3 % — корінних американців - 0,1 % — вихідців з тихоокеанських островів |

До двох чи більше рас належало 1,7 %. Частка іспаномовних становила 1,8 % від усіх жителів.
За віковим діапазоном населення розподілялося таким чином: 20,8 % — особи молодші 18 років, 57,9 % — особи у віці 18—64 років, 21,3 % — особи у віці 65 років та старші. Медіана віку мешканця становила 46,6 року. На 100 осіб жіночої статі у переписній місцевості припадало 85,2 чоловіків;  на 100 жінок у віці від 18 років та старших — 80,3 чоловіків також старших 18 років.
Середній дохід на одне домашнє господарство  становив 96 099 доларів США (медіана — 67 679), а середній дохід на одну сім'ю — 112 989 доларів (медіана — 86 354). За межею бідності перебувало 0,8 % осіб, у тому числі 0,0 % дітей у віці до 18 років та 0,0 % осіб у віці 65 років та старших.
Цивільне працевлаштоване населення становило 752 особи. Основні галузі зайнятості: освіта, охорона здоров'я та соціальна допомога — 50,1 %, роздрібна торгівля — 9,0 %, мистецтво, розваги та відпочинок — 8,4 %.